# El sueño del caballero (Pereda)
El sueño del caballero, o Desengaño del Mundo es una pintura tradicionalmente atribuida a Antonio de Pereda pero que algunos críticos creen pintada por Francisco Palacios. Pertenece al género moralizante de las vanitas, perteneció a Manuel Godoy y pasó a propiedad de la Real Academia de Bellas Artes de San Fernando en 1816, en cuyo museo se expone.

## Descripción[2]
Un caballero, vestido con la indumentaria de la época, aparece dormido mientras que un ángel le muestra el carácter efímero de los placeres, las riquezas, los honores y la gloria. El ángel le muestra el jeroglífico de la fecha sobre el sol, que hiere, vuela raudo y mata. El conjunto de objetos situados sobre la mesa constituye un auténtico bodegón en el que se establece una condensación de símbolos y alegorías. Los símbolos de la mesa son muy complejos, pero destacan algunos por su presencia continua en todas las "vanitas": la calavera que simboliza la muerte, la máscara de teatro sobre la hipocresía, las joyas y el dinero que son las riquezas que no podemos llevar al otro mundo, la baraja y las armas como el juego y los placeres de la caza, el reloj que indica el paso inexorable del tiempo, la vela apagada que indica la extinción de la vida... son innumerables los objetos y los múltiples significados engarzados que podemos entresacar de todos ellos. El pintor ha representado un "corpus" de los objetos de la vanidad del mundo y de su sin sentido tratados con una definición magistral que los individualiza como forma de acentuar, a través de lo real, la presencia de su carácter didáctico, alegórico y moral.